# Ophisops leschenaultii
Espèce
Synonymes
- Lacerta leschenaultii Milne-Edwards, 1829
- Cabrita brunnea Gray, 1838
- Cabrita leschenaulti lankae Deraniyagala, 1953

Ophisops leschenaultii est une espèce de sauriens de la famille des Lacertidae.

## Répartition
Cette espèce se rencontre au Sri Lanka et en Inde.

## Liste des sous-espèces
Selon The Reptile Database (31 janvier 2013) :
- Ophisops leschenaultii lankae (Deraniyagala, 1953)
- Ophisops leschenaultii leschenaultii (Milne-Edwards, 1829)

## Étymologie
Cette espèce est nommée en l'honneur de Jean-Baptiste Leschenault de La Tour (1773-1826).

## Publications originales
- Deraniyagala, 1953 : A coloured atlas of some vertebrates from Ceylon. Tetrapod Reptilia. Govt. Press, Colombo, vol. 2, p. 1-101.
- Milne-Edwards, 1829 : Recherches zoologiques pour servir à l'histoire des lézards, extraites d'une monographie de ce genre. Annales des Sciences Naturelles, Paris, vol. 16, p. 50-89 (texte intégral).